# Abjapyx
Abjapyx es un género de Diplura en la familia Japygidae.

## Especies
- Abjapyx lepesmei (Silvestri, 1948)